# 패럴림픽
패럴림픽(영어: Paralympic Games, 프랑스어: Jeux paralympiques)은 신체적 장애가 있는 선수들이 참가하는 국제 스포츠 대회이다. 흔히 장애인 올림픽(障碍人 올림픽, 문화어: 장애자 올림픽)이라고 부르기도 한다. 여기서 말하는 신체적 장애란 근육의 손상 (하반신 마비 및 사지마비, 근육 영양 장애, 포스트 소아마비 증후군, 척추 피열), 수동적 운동장애, 사지 결핍 (절단 및 지이상), 다리 길이의 차이, 짧은 신장, 긴장과도, 운동실조, 아테토시스, 시각 장애, 지적 장애, 정신 장애를 포함한다. 패럴림픽은 동계 패럴림픽과 하계 패럴림픽이 있으며, 1988년 서울 하계 올림픽 이후로는 올림픽을 개최한 도시에서 국제 패럴림픽 위원회(IPC; International Paralympic Committee)의 주관 하에 4년마다 개최된다.
패럴림픽은 1948년 세계 2차 대전의 영국 퇴역 군인들의 작은 모임으로부터 오늘날 대규모의 국제 스포츠 대회중의 하나로 발전해 왔다. 패럴림픽 선수들은 비장애인 올림픽 선수들과의 평등한 대우를 받기 위해 노력하고 있지만, 아직까지 올림픽과 패럴림픽 선수들의 큰 지원 격차를 겪고 있다.
본래 패럴림픽은, 척추 상해자들끼리의 경기에서 비롯되었기 때문에 ‘paraplegic’(하반신 마비의)과 ‘Olympic’(올림픽)의 합성어였다. 그러다가 다른 장애인들도 경기에 포함이 되면서, 현재는 그리스어의 전치사 ‘para’(옆의, 나란히)를 사용하여 올림픽과 나란히 개최됨을 의미한다고 설명하고 있다. 따라서 지금의 패럴림픽은 ‘paralysis’(마비)나 ‘paraplegia’(하반신 마비)의 원래 어원에서 벗어나 있다고 할 수 있다.
청각 장애인과 발달 장애인은 패럴림픽에 출전하지 않으며, 청각 장애인은 데플림픽에, 발달 장애인은 스페셜 올림픽에 출전한다. 패럴림픽은 다양한 장애를 가진 선수들이 출전하므로, 각각의 선수는 10개의 장애 카테고리 중 하나의 가능한 카테고리로 분류된다. 10개의 카테고리는 근육의 손상, 수동적 운동장애, 사지 결핍, 다리 길이의 차이, 저신장, 긴장과도, 운동실조, 아테토시스, 시각 장애, 지적 장애를 포함한다. 위의 카테고리는 종목에 따라 다시 여러 개의 분류로 나뉜다. 이 분류 시스템은 선수들이 자신의 장애를 과장하여 말하는 부정행위의 논란으로 이끌기도 했는데, 이는 다른 시합에서 일반 선수들이 성능 향상 약물을 사용하는 것과 같은 것이다.

## 역사

1988년에 열린 1988년 하계 패럴림픽부터 1994년까지 쓰인 패럴림픽 로고는 성낙훈 디자이너가 개발했던 올림픽 상징과 태극 마크를 합친 것에서 유래되었다.

### 시작
선구자: 루트비히 구트만(Ludwig Guttmann)
패럴림픽이 생겨나기 이전에 장애를 가진 선수들이 올림픽에 출전 했던 사례가 있다. 그 첫 번째 선수는 다리 하나가 의족인 독일계 미국인 체조 선수 George Eyser이며 1904년 올림픽에 출전했다. 헝가리인 Karoly Takacs는 1948년 과 1952년 하계 올림픽 사격종목으로 출전했다. 이 선수는 오른쪽 팔이 없어서 왼손으로 사격을 했다. 소아마비를 가진 덴마크 기수 선수 Lis Hartel 또한 1943년 올림픽에 출전했으며 마장마술에서 은메달을 획득했다.
장애 선수들을 위해 처음으로 조직된 운동회는 영국에서 1948년 런던 하계올림픽 개막식과 같은 날에 개최되었다. 독일 태생인 스토크 맨더빌 병원의 교수 루트비히 구트만은 1939년에 열린 Council for Assisting Refugee Academics (CARA)에서 독일인들을 나치로부터 달아나게 하는 것을 도와주었을 뿐 만 아니라 척추상해를 입은 세계2차 대전 영국인 참전병을 위한 운동회를 개최하였다.
첫 번째 대회는 1948년 휠체어 경기라고 명칭 되었고 1948년 올림픽과 일치하도록 구성되었다. 구트만 박사의 목표는 올림픽 경기와 평등하게 장애인들을 위한 엘리트 스포츠 대회를 창시하는 것 이었다. 그 다음대회는 같은 장소에서 1952년에 개최되었으며 영국 참전병 뿐 아니라 네덜란드 참전병이 함께 참가함으로 써 최초의 국제적인 대회가 되었다. 이러한 초대 대회는 스토크 맨더빌 대회라고도 알려져 있으며, 이는 패럴림픽 대회의 선구자로 설명되고 있다.

### 중요한 사건
패럴림픽 역사상 중요한 사건들이 여러 개가 있는데 그 중 첫 번째로 패럴림픽 대회가 참전병들 뿐만 아니라 모든 장애인을 포함하는 대회로 개최된 것은 1960년 로마에서였다. 이 대회에는 23개국으로부터 400명의 선수들이 참가하였다. 패럴림픽 대회는 1960년 이후부터는 올림픽 대회와 같은 년도, 나라에서 개최되었다. 초기에는 휠체어를 타는 장애인들만 대회에 참가할 수 있었지만, 1976년 하계 패럴림픽 대회 때 처음으로 다른 장애를 가진 선수들도 참가하였다. 다양한 분류의 장애인이 참가하게 됨으로써 1976년 하계 대회는 40개국으로부터 1,600명의 선수들로 확장되었다. 서울에서 열린 1988년 하계 패럴림픽 대회는 패럴림픽의 역사상 중요한 사건 중의 하나이다. 이 대회는 하계 올림픽이 끝난 후 바로 그 도시에서 올림픽 때 사용된 시설을 사용하였다. 이후 올림픽과 패럴림픽은 같은 연도에 같은 도시에서 개최되었으며 1992, 1996, 2000년 하계 패럴림픽도 같은 방식으로 열렸고, 이는 결국 2001년에 세계 장애인 협회(IPC) 와 세계 올림픽 협회(IOC) 간에 협정을 맺는 발판이 되었다. 이 협정은 현재 2020년까지 확장되었다. 동계 패럴림픽은 1992년부터 올림픽 때 사용된 시설을 사용하였다.

### 동계 대회
첫 번째 동계 패럴림픽 대회는 1976년 스웨덴 Örnsköldsvik에서 열렸다. 이 대회는 다양한 분류의 장애인들이 참가했던 첫 번째 동계 패럴림픽 대회이다. 동계 대회는 4년 마다 한번 씩 하계 대회와 같은 년도에 열렸고 이는 1992년 프랑스 Albertville 대회 때까지 계속되었다. 그 후 1994년부터는 동계 패럴림픽 과 동계 올림픽은 하계 대회와는 다른 년도에, 즉 2년의 차이가 나게 열렸다.

### 오늘날의 대회
패럴림픽 대회는 선수들의 장애가 아니라 그들의 운동성과를 강조하기 위해서 계획되었다. 최근 대회는 이러한 선수들의 능력을 강조하고 있다. 패럴림픽의 동향은 초기부터 극적으로 발전해 왔다 – 예를 들면, 초기 1960년 로마 하계 패럴림픽 대회에 참가했던400명의 선수들로부터 2008년 베이징 올림픽에서는 3900명이 넘는 선수가 참가하였다. 하계, 동계 패럴림픽 모두 국제적으로 인정받는 대회이다. 패럴림픽은 더 이상 영국전쟁 참전병이나 휠체어를 타는 장애인을 위한 대회가 아닌 전 세계에서 모든 다양한 엘리트 장애인이 참가하는 대회이다. 패럴림픽은 특별한 도움을 필요로 하는 사람들이 그들의 부상을 치료하고 시합에 참가하는 기회를 제공한다.

## 국제 패럴림픽 위원회

국제 패럴림픽 위원회의 휘장 (1994~2004년)

국제 패럴림픽 위원회의 휘장 (2004~2019년)

### 선구자(1964-1989)
장애인에게 발전된 기회를 주기 위해서 처음으로 조직된 기구는 장애인을 위한 국제 스포츠 위원회 (International Sports Organization for the Disabled, ISOD)이며 이는 1964년에 설립되었다. 이 기구의 창립자는 IOC가 올림픽 대회의 관리기관을 맡는 것처럼 ISOD가 장애인 스포츠의 관리 기관이 되도록 계획했다. 이 기구는 최종적으로 장애인을 위한 국제 스포츠 단체 조정 위원회 (International Coordinating Committee of World Sports Organizations for the Disabled, ICC)가 되었으며 이는 1982년에 설립되었다. ICC는 IOC에 앞서서 장애인 선수의 권리를 대변하였다. ICC와 IOC간의 협력으로 성공을 거두었고 이는 1988년 서울 하계 패럴림픽 대회에서 ICC가 장애인 스포츠 프로그램을 가진 모든 나라의 대표를 포함하도록 확장해야 한다는 필요성을 인지하게 했다. ICC는 또한 패럴림픽 관리 기관의 결정 과정에서 선수들을 포함해야 한다고 생각했다. 결과적으로 이 단체는 1989년 국제 패럴림픽 위원회 (International Paralympic Committee, IPC)로 재편성되었다.

### 국제 패럴림픽 위원회 (1989년부터)
IPC는 패럴림픽 운동을 관리하는 국제단체이며 176개의 국가 패럴림픽 위원회(NPC)와 4개의 특정 장애 국제 스포츠 협회로 구성된다. 현 IPC 회장은 앤드류 파슨스이며, 기자였다. 앤드류 파슨스는 IPC회장의 자격으로 국제 올림픽 위원회의 의원이기도 하다. IPC의 본사는 독일 Bonn에 위치해 있다.
IPC는 하계 및 동계 패럴림픽 대회를 조직하는 의무를 가진다. IPC는 또한 9개 종목 (패럴림픽 육상, 패럴림픽 수영, 패럴림픽 사격, 패럴림픽 역도, 패러 알파인 스키, 패럴림픽 바이오슬론, 패럴림픽 크로스컨트리 스키, 아이스 슬레지 하키, 휠체어 댄스 스포츠)의 국제 스포츠 협회 일을 담당한다. 따라서 IPC는 이 각각의 9개 스포츠의 세계 챔피언십 및 다른 대회를 감독하고 관장하는 역할도 하게 된다. 국가 패럴림픽 위원회 및 국제 스포츠 연맹 또한 IPC의 회원이다. 국제 연맹은 IPC로부터 승인받은 독립 스포츠 협회이며 패럴림픽 스포츠 중 한 종목의 단독 대표자가 된다. 국제 연맹들은 패럴림픽 대회 기간 동안 각각의 스포츠 종목의 경기 및 훈련 장소의 지도와 기술적 사법권을 포함하는 책임을 지니고 있다. IPC는 또한 미디어 파트너, 인증 관리, 심판을 인정하며 장애인 올림픽 헌장의 조례를 시행할 책임을 지닌다.
IPC는 국제 올림픽 위원회(IOC)와 협력 관계를 이루고 있다. IPC의 대표자는 IOC의 의원이기도 하며 IOC 위원회 및 의뢰에 참여한다. 두 단체의 긴밀한 협력 관계에도 불구하고 IPC와 IOC는 별개의 단체이다.

## 분류
국제 패럴림픽 위원회 (IPC)는 10개의 장애 항목을 수립하였다. 선수들은 그들의 손상 정도에 따라서 항목으로 분류되며 이 기능 항목은 종목에 따라 달라진다.
항목
IPC는 신체적, 시각적, 지적 손상을 포함하는 10개의 장애 항목을 수립하였다. 이러한 장애 중 하나를 가진 선수들은 패럴림픽 대회에 참가할 수 있지만, 모든 스포츠 종목이 이모든 장애 항목에 부합되지는 않는다. 이 항목들은 하계 및 동계 패럴림픽 대회에 적용된다.
신체적 장애 – 신체적 장애에 관련하여 8개의 유형이 있다:
- 근력 손상 – 이 항목은 근육에 의해 생성되는 힘이 감소된 장애를 말한다. 여기서 말하는 근육은 손발의 근육, 신체의 일부 근육 또는 신체의 절반 이상의 근육을 의미한다. 예)척추부상으로 인한 척추 피열 또는 소아마비.
- 운동 수동 범위의 손상 – 하나 또는 그 이상의 관절의 체계적인 운동 범위가 감소된 상태를 말한다. 관절염과 같은 심각한 상태는 포함되지 않는다.
- 사지의 손실 및 결핍 – 병이나 외상으로 인한 전체 혹은 부분적인 뼈나 관절의 부재 및 선천성 사지 결핍 예)지이상
- 다리 길이의 차이 – 선천성 및 외상으로 인한 한쪽 다리의 중요한 뼈의 단축.
- 저신장 – 근골격의 뼈 및 연골 부족으로 인한 팔 과 몸통의 단축 및 짧은 다리 길이로 인한 선키의 단축.
- 긴장과도 – 긴장과도는 비정상적으로 근육의 긴장이 증가되고 근육의 이완 능력이 감소하는 것을 말한다. 이는 부상이나 병 또는 중추 신경계의 손상으로 인해 발생된다. 예)뇌성마비
- 운동실조 – 운동실조는 근육 운동 조절의 손상을 말한다. 예)뇌성마비, 프리드히 운동 실조증
- 아세토시스 – 아세토시스는 일반적으로 불균형, 무의식의 움직임 및 균형 잡힌 자세 유지의 어려움의 특징을 지닌다. 예)뇌성마비

시각장애 – 시각 장애를 가진 선수들은 부분적인 시야, 즉 법적으로 장님으로 판단되기에 충분한 상태, 에서부터 완전한 장님의 범위로 나뉠 수 있다. 이 시각장애는 하나 혹은 그 이상의 시각 체계 구성요소의 손상을 포함하는데, 이러한 구성요소에는 눈의 구조, 수용체, 시신경 경로 및 시각 피질이 있다. 시각장애를 가진 선수들을 위한 시력 가이드는 시합에서 가장 중요한 부분을 차지하며 이 가이드는 선수와 함께 한 팀으로 여겨진다. 2012년부터는 이러한 시력 가이드도 메달을 받을 수 있는 자격이 되었다.
지적장애 – 지적 장애에 포함되는 선수들은 지적 기능의 심한 손상 및 연관된 적응 행동의 제한을 가진다. IPC는 주로 신체적 장애를 가진 선수들을 다루지만 지적장애를 가진 그룹이 패럴림픽 대회에 추가되고 있다. 이 그룹은 18살 이하의 지적장애 진단을 가진 엘리트 선수들을 포함한다. 하지만 IOC 가 인정한 세계 스페셜 올림픽 대회(Special Olympic World Games)는 지적장애를 가진 모든 사람들에게 참가의 기회가 열려있다.
분류 시스템
장애항목 안에서도 선수들은 그들의 장애 정도에 따라서 세분화될 필요가 있다. 이 분류 시스템은 스포츠 종목마다 다르며 가능한 한 많은 선수들이 같은 정도의 장애를 가진 선수들과 공정하게 경쟁하도록 하기 위하여 계획되었다. 분류 시스템의 가장 큰 문제점은 어떻게 더 다양한 장애와 깊이 있는 장애를 이 시스템에 포함시키는 것이다. 결과적으로 대부분의 분류 안에는 장애의 범위가 포함된다
의학적 분류 (1980년까지)
선수들을 분류하는 시스템은 도입 초기부터 1980년대까지 의료 평가 및 손상 진단에만 중점을 두었다. 오직 선수의 의학적 상태만이 그 선수가 경쟁 하는 클래스를 결정 하는 데에 사용되었다. 예를 들면, 척추 손상으로 하체 마비를 가진 한 선수는 양쪽 하체 무릎 위 절단 선수와 같은 휠체어 경기에 참여 할 수 없었다. 그들의 장애가 같은 손상을 가졌다는 사실은 분류 결정 과정에서 어떠한 요소로도 작용할 수 없었고, 오직 그들의 의학적 진단만이 고려되었다. 이는 장애 선수를 보는 시각이 단순한 재활의 목적이 아닌 그들의 직업으로 바뀌기 전까지 계속되었고, 바뀐 이후에는 의학적 분류가 아닌 기능적 분류에 더 초점을 두게 되었다.
기능적 분류 (1980년 이후로)
2004년 하계 패럴림픽 에서의 스웨덴 골볼 팀.
언제 그 전환이 이루어졌는지 확실한 날짜를 알 수 없지만, 1980년대부터 기능적 분류 시스템은 장애 선수 분류의 기준이 되었다. 기능적 분류는 선수들의 장애가 그들의 선수 활동 운동성과에 미치는 영향에 중점을 둔다. 이 시스템에서는, 전체 다리 기능의 손실을 가진 선수들이 대부분의 종목에서 함께 경쟁 하게 된다. 이는 선수들이 다리 기능의 손실 원인이 중요한 것이 아니라 그들이 같은 기능의 장애를 가진 것이 중요하기 때문이다. 기능적 분류의 유일한 예외는 국제 맹인 스포츠 협회 (International Blind Sport Federation, IBSFO)에서 사용하는 분류 형식으로 이는 여전히 의학적 시스템에 기반을 둔다.
몇몇의 종목들은 오직 특정한 장애 유형에만 부합될 수 있다. 예를 들면, 골볼은 오직 시각 장애 선수들만이 참여할 수 있다. 패럴림픽은 세 단계의 시각장애를 인정하는데, 결과적으로는 골볼에 참여하는 모든 선수들은 검정 안대를 착용해야만 하며 이는 약간의 시각 장애를 가진 선수들이 이점을 가지지 않게 하기 위함이다. 육상과 같은 다른 종목들은 다양한 장애를 가진 선수들이 참여 할 수 있다. 육상에 참여하는 선수들은 분류의 한 범위에 속해지며, 그 분류는 그들의 장애 상태에 따라서 나뉜다. 예를 들면, 11-13 클래스는 시각 장애 선수들을 위한 클래스이며 이는 그들의 시각 장애 정도에 따라 분류된다. 또한 휠체어 럭비 와 같은 단체 경기도 있다. 팀 멤버들은 그들의 활동 제한에 따라 포지션이 주어진다. 낮은 점수는 높은 점수 보다 좀 더 심각한 활동 제한을 의미한다. 한 팀은 시합 중 전체 점수가 특정점수 이상이 되어서는 안 되며, 이는 동등한 경쟁 기회를 제공하기 위함이다. 예를 들면, 휠체어 럭비에서 5명의 선수들의 총 장애 점수가 8을 넘어서는 안 된다.

## 스포츠
하계 패럴림픽은 22개의 종목 그리고 동계 패럴림픽은 6개의 종목으로 구성되어 있다. 종목 내에는 여러 개의 대회들로 구성되어 있다. 예를 들면, 알파인 스키 종목은 downhill, super combined, super-G, slalom, giant slalom으로 나뉜다. IPC는 종목들 중 몇 개를 지배하고 있지만 모든 종목을 관리하는 것은 아니다. 국제 스포츠 협회(International Sports Federations, IF), 국제 휠체어 및 수족을 잃은 사람들의 스포츠 협회 (International Wheelchair and Amputee Sports Federation, IWAS), 국제 맹인 스포츠 협회 (International Blind Sports Federation, IBSA), 뇌성마비 국제 스포츠 및 레크레이션 협회 (Cerebral Palsy International Sports and Recreation Association, CP-ISRA)와 같은 다른 국제기구들이 특정 장애인 그룹으로 이루어진 다른 종목들을 관리한다. 국내 패럴림픽 협회 및 이러한 국제 스포츠 협회들을 위해서 국가 헌장이 있으며, 이는 국내 단계에서 선수들을 모집하고 종목들을 관리하는 책임을 지닌다.

## 같이 보기
- 장애인 아시안 게임
- 사이배슬론